# Marteen Tromp

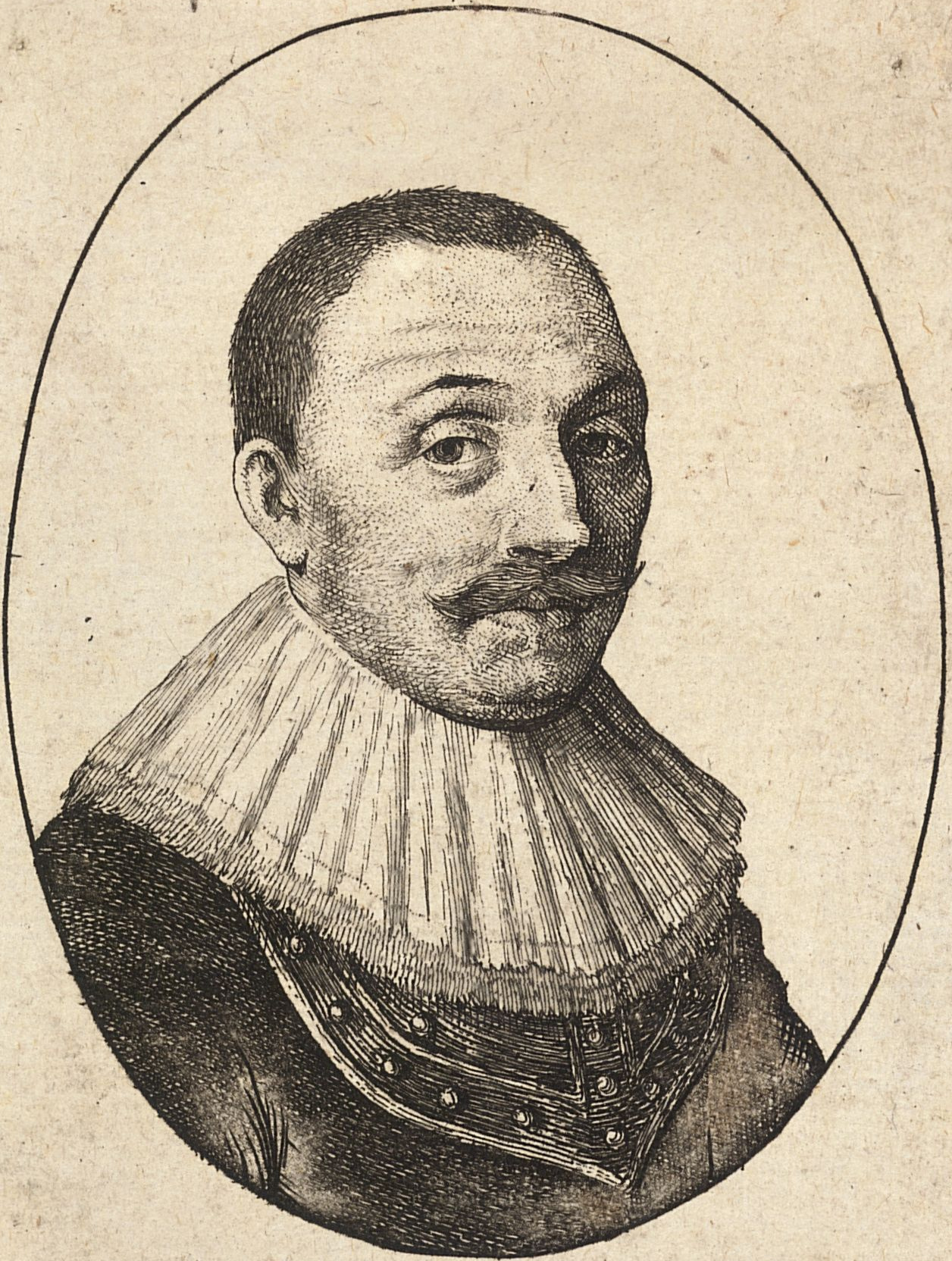
Martin Tromp - Václav Hollar.

Martin Tromp (23 de abril de 1598 - 10 de agosto de 1653) foi um pirata dos Países Baixos.
Fez-se homem do mar a partir dos onze anos de idade, quando foi capturado por um navio corsário inglês, onde serviu como grumete durante dois anos. Quando conseguiu fugir regressou ao seu país de origem onde fez carreira na marinha. Primeiro foi capitão e depois tornou-se tenente-almirante em 1637. Derrotou os espanhóis na batalha de Oures, ainda que a sua força fosse mais reduzida, distinguindo-se também em duas campanhas contra os almirantes ingleses Blake e Dean. Morreu em 1653.